# Centrale nucleare di Gundremmingen
La centrale nucleare di Gundremmingen (in tedesco Kernkraftwerk Gundremmingen) è una centrale nucleare della Germania situata nei pressi di Gundremmingen, nel Günzburg, in Baviera. 
È gestita dalla società Kernkraftwerk Gundremmingen GmbH, una joint venture congiunta tra la RWE Power (che possiede il 75%) e la PreussenElektra (che ne detiene il 25%). 
Il reattore B è stato chiuso alla fine del 2017. Il reattore C, l'ultimo reattore ad acqua bollente attivo in Germania, è stato dismesso alla vigilia di capodanno del 2021, nell'ambito del piano nucleare tedesco. insieme agli altri due reattori nucleari tedeschi di Brokdorf e Grohnde. Nel novembre 1975, l'Unità A è stata teatro del primo incidente mortale in una centrale nucleare in Germania e successivamente di un altro grave incidente nel 1977.